# Кубань (Брянская область)
Кубань — деревня в Комаричском районе Брянской области в составе Литижского сельского поселения.

## География
Находится в юго-восточной части Брянской области на расстоянии приблизительно 13 км на юг-юго-восток по прямой от районного центра поселка Комаричи.

## История
Упоминается с начала XVII века. В XVIII—XIX веках — владение Голицыных. В середине XX века работал колхоз «Новая Кубань». В 1866 году здесь (деревня Севского уезда Орловской губернии) было учтено 75 дворов. На карте 1941 года отмечена как Нижняя Кубань с 243 дворами.

## Население
Численность населения: 575 человек (1866 год), 961 человек в 1894, 35 (русские 100 %) в 2002 году, 14 в 2010.